# Tardinghen
 Tardinghen  es una población y comuna francesa, situada en la región de Norte-Paso de Calais, departamento de Paso de Calais, en el distrito de Boulogne-sur-Mer y cantón de Marquise.

## Enlaces externos

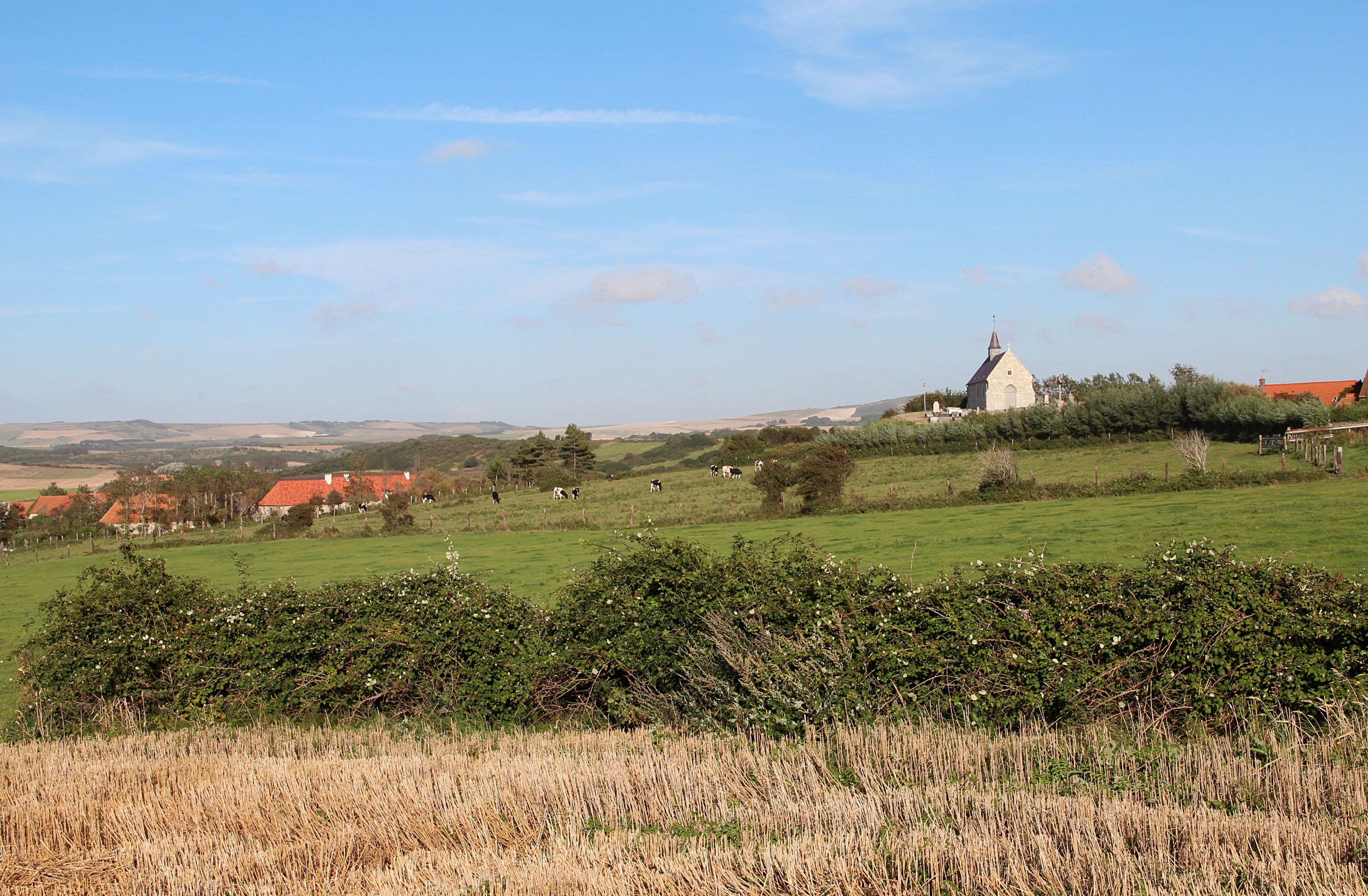
Vista del paisaje de la carretera de Châtelet.

## Demografía
| 156 | 145 | 133 | 127 | 117 | 127 |
| Para los censos de 1962 a 1999 la población legal corresponde a la población sin duplicidades (Fuente: INSEE [Consultar]) |     |     |     |     |     |